# Udupi (distrikt)
Udupi är ett distrikt i Indien.   Det ligger i delstaten Karnataka, i den södra delen av landet, 1 700 km söder om huvudstaden New Delhi. Antalet invånare är 1 177 361.
Följande samhällen finns i Udupi:
- Udipi
- Mūdbidri
- Coondapoor
- Kārkāl
- Malpe
- Someshwar
- Byndoor
- Manipala
- Hosangadi
- Pāngāla
- Agumbe